# Puchar Polski w piłce siatkowej mężczyzn (1996/1997)
Puchar Polski w piłce siatkowej mężczyzn 1996/1997 – 40. sezon rozgrywek o siatkarski Puchar Polski, rozgrywany od 1932 roku.

## Klasyfikacja końcowa
| Miejsce | Drużyna                          |
| ------- | -------------------------------- |
| 1.      | Stilon Gorzów Wielkopolski       |
| 2.      | Mostostal-Azoty Kędzierzyn-Koźle |
| 3.      | AZS Yawal Częstochowa            |
| 4.      | Czarni Radom                     |